# Иіцкій Аун
Иіцкій Аун — це студійний альбом сольного проєкту гітариста гурту Воплі Відоплясова, Євгена Рогачевського. 

## Список композицій
Частина 1
1. Счастливые Звёзды
2. Ракета
3. Звёздный Вальс
4. Марш Подводников
5. Журавлина
6. Олень
7. Лето-Осень
8. Жнива
9. Зима
10. Dm
11. Скоро Весна
12. Любимая
13. Прощай!
14. Ленкина

Частина 2
1. Гоу!
2. Весела
3. Веселі Людинки
4. Мартеклясу
5. Хей!
6. Балу / Jazz
7. У!
8. Cuba
9. Ретро
10. Еврібади Шуд
11. Грузинські Хлопчики
12. Frost
13. Calvados
14. Танцюємо!
15. Напружений Шаховий Матч
16. Мы Все Участники Регаты!
17. Сумна
18. Учила Захворіла
19. Щастя
20. Сон моряка
21. Fine Boy
22. Infancia
23. Sterben Werde Ich Nicht (N.O.S.)
24. Madre
25. Доля

## Над альбомом працювали
- Оформлення (дизайн буклету) — Юрій Васильєв
- Кларнет — Віктор Рибченков
- Барабани — Євген Чупринка
- Гітара, акустична гітара, бас, програмування, клавішні, вокал, ефекти — Євген Рогачевський
- Піаніно — Володимир Близнюк
- Труба — Антон Бурико
- Запис, аранжування — Олександр Стахно
- Запис, мікс, мастеринг — Максим Капуста
- В оформленні видання було використано роботи художника Темо Свірелі. Це дві картини з однією назвою Фаворити місяця.